# Р
Р («ер») — літера кирилиці. Є також у всіх інших абетках, створених на слов'яно-кириличній графічній основі.

## Звуки
- [ɹ] (р) — ясенний апроксимант
- [r] (р) — ясенний дрижачий
- [ɾ] (р) — ясенний одноударний
- [ɻ] (твердий р) — ретрофлексний апроксимант (тамільська, китайська мови)
- [ɽ] (твердий р) — ретрофлексний одноударний (шведська, норвезька, індійські мови)

## Історія
Походить від староцерковнослов'янської букви  («рци»), що за формою накреслення являє собою трохи видозмінену грецьку Ρ ρ («ро»). Старослов'янська назва «рци» — наказова форма дієслова рѣщь і буквально означає «говори», «кажи», «речи». У глаголиці має вигляд , за ліком 19-та. Числове значення в обох абетках — 100.

## Українська мова
Р — двадцять перша літера української абетки. У сучасній українській мові літерою «р» позначають передньоязиковий сонорний плавний дрижачий звук, який може бути твердим (риба) і м'яким (ряст).

## Таблиця кодів
| Кодування    | Регістр | Десятковий код | 16-ковий код | Вісімковий код | Двійковий код     |
| ------------ | ------- | -------------- | ------------ | -------------- | ----------------- |
| Юнікод       | Велика  | 1056           | 0420         | 002040         | 00000100 00100000 |
| Юнікод       | Мала    | 1088           | 0440         | 002100         | 00000100 01000000 |
| ISO 8859-5   | Велика  | 192            | C0           | 300            | 11000000          |
| ISO 8859-5   | Мала    | 224            | E0           | 340            | 11100000          |
| KOI 8        | Велика  | 242            | F2           | 362            | 11110010          |
| KOI 8        | Мала    | 210            | D2           | 322            | 11010010          |
| Windows 1251 | Велика  | 208            | D0           | 320            | 11010000          |
| Windows 1251 | Мала    | 240            | F0           | 360            | 11110000          |